# Léto lásky
Léto lásky (anglicky Summer of Love) je označení pro léto roku 1967, během něhož došlo k masovému rozšíření hnutí hippies, či přímo k událostem, které se udály ve čtvrti Haight-Ashbury v San Franciscu a okolí. Desetitisíce mladých lidí, kteří se tam začínali usazovat od jarních prázdnin, se pokusilo uvést do praxe kontrakulturní ideály. V parku Golden Gate Park bylo zdarma rozdáváno jídlo a drogy, veřejně byla provozována volná láska atd. Za začátek „léta lásky“ bývá považován happening Human Be-In nebo hudební festival v Monterey. Za hymnu léta bývá označována píseň San Francisco (Be Sure to Wear Flowers in Your Hair) a album Sgt. Pepper's Lonely Hearts Club Band od The Beatles.
Výraz „druhé léto lásky“ odkazuje na rok 1987, kdy se ve Velké Británii masově rozšířilo hnutí rave parties.